# Parasyrphus altimontanus
Parasyrphus altimontanus är en tvåvingeart som beskrevs av Barkalov 2005. Parasyrphus altimontanus ingår i släktet buskblomflugor, och familjen blomflugor. Inga underarter finns listade i Catalogue of Life.